# Uhart-Cize
Uhart-Cize (tiếng Basque: Uharte-Garazi) là một xã thuộc tỉnh Pyrénées-Atlantiques trong vùng Nouvelle-Aquitaine miền tây nam nước Pháp.